# Yvonne Herløv Andersen
Yvonne Herløv Andersen, född 11 september 1942 i Köpenhamn, är en dansk politiker och tidigare social- och hälsominister. Hon var medlem av det nu avvecklade Centrum-Demokraterne. Hon var minister i regeringarna Poul Nyrup Rasmussen I och II.

## Bakgrund
Yvonne Herløv Andersen föddes i Köpenhamn och är dotter till maskinsnickaren Sven Aage Herløv Larsen och fabrikssömmerskan Åse Lintrup Sørensen. Hon växte upp i industri- och arbetarstadsdelen Nørrebro och tillbringade sin skolgång vid Husumgades Skole 1949-1956. Som 12-åring var hon tvungen att sköta hushållsarbetet efter att modern hade blivit blind och hon lämnade skolan efter att ha avslutat sjunde klass. Detta gjorde hon motvilligt eftersom hon gärna hade läst vidare. Hon kom tidigt ut i arbetslivet och med sin bakgrund som en omhändertagande människa tog hon en ettårig utbildning till barnsköterska 1960-1961. 
År 1963 gifte hon sig med Arne Knud Andersen, med vilken hon fick barnen Martin (1964) och Dorthe (1966). Äktenskapet upplöstes 1968 och Yvonne Herløv Andersen började läsa en kort utbildning vid Magleås Folkehøjskole 1969. Året därefter påbörjade hon utbildningen till socialpedagog vid Københavns kommunes personalehøjskole vid Islands Brygge. Det var ett erbjudande hon fick för att kunna klara försörjningen, eftersom hon nu var en ensamstående moder. Under studietiden blev hon ordförande för De Omsorgsstuderendes Landsråd 1972 till 1973, då hon avslutade sina studier. Engagemanget inom socialområdet växte snabbt fram och hon organiserade sig inom ett antal olika föreningar. 1973 anställdes hon av Vangede Børnehospital och efter två år blev hon avdelningsledare. Hon fortsatte att vara avdelningsledare efter att hon 1981 flyttade till Vestsjælland och anställdes vid Andersvænge, en säromsorgsinstitution. 1987 upprättades en institution för personer med autism och schizofreni, Brinken, av Vestsjællands Amt. Yvonne Herløv Andersen blev dess föreståndare från starten fram till 1994.
Hon är sedan 1990 gift med institutionsföreståndaren Birthe Merete Smedegaard Knudsen.

## Politiskt engagemang

### Folketingsledamot
Med ursprung i en socialdemokratisk omgivning, stöttade Yvonne Herløv Andersen till en början Socialdemokratiet. När den kontroversielle, och tidigare socialdemokratiska, politikern Erhard Jakobsen bildade Centrum-Demokraterne 1973 följde hennes politiska stöd med honom. Hon kom i kontakt med den kända politikern då hon närvarade vid de möten som hölls vid Gladsaxes kommunstyrelse, för att hämta material och inspiration till sina revytexter för Gladsaxe Amatørteater. Hon blev inspirerad av Jakobsen, och hon gick med i partiet och ställde upp som kandidat till Folketinget under 1970-talet. Hon blev invald i perioderna 1977-1979, 1981-1984 och 1987-1990 och var ordförande i socialutskottet (1982-1984) och i Folketingets paragraf 71-utskott, som behandlar ärenden rörande tvångsinlagda människor. I den senare var hon rasande över att utskottets medlemmar endast såg patienterna och deras tragiska människoöden som "ärenden". Hon riktade även skarp kritik mot psykiatrins behandlingsmetoder, och ansåg att alla tvångströjor skulle brännas. Hon innehade dessutom ordförandeskapet för Folketingets miljö- och planläggningsutskott (1981-1982) och energiutskottet (1987-1988).
Hon innehade 1982-1984 den viktiga posten som ordförande för partiets folketingsgrupp och 1987 blev hon erbjuden inträda i regeringen som hälsominister. Hon tackade dock nej eftersom hon kom fram till att hon som minister inte skulle få tid över till det projekt, som hon vid tillfället drev, för psykotiska ungdomar. Hon kallades för Røde Mor, röda mamma, på grund av sitt engagemang inom socialpolitiken och för att hon var beredd att samarbeta också med vänsterflanken. Hon varvade uppdragen i Folketinget med politiska uppdrag i Gladsaxes kommunstyrelse och Köpenhamns Amtsråd 1974-1978 och därefter i Vestsjællands Amtsråd 1982-1993 och Dianalunds Kommunstyrelse 1989-1993. Perioden 1979-1989 innehade hon dessutom den framträdande rollen som Centrum-Demokraternes partisekreterare.

### Social- och hälsominister
Yvonne Herløv Andersens politiska karriär gick framåt med ytterligare steg, då hon utsågs att efterträda partikollegan Bente Juncker som socialminister 1994. Hon var en av dem som bidrog till att Børnerådet, ett statligt råd med uppgift att säkra barns rättigheter, blev till verklighet när det startade 1998. Bland regeringens ministrar utmärkte hon sig som en förespråkare av en form av medborgarlön, även om hon vägrade att använda detta begrepp, som garanterade arbetslösa en ovillkorlig inkomst. Enligt henne var det viktigt att göra en åtskillnad av begreppen "försörjning" och "arbete" om inte begreppet "arbetslös" skulle medföra "skuld, skam och vanära". Hon ansåg också att medborgarlönen, eller basinkomsten, kunde kombineras med mer flexibla arbetstider. Tiden som socialminister blev dock kort och redan samma år bytte hon ämbete i samband med en regeringsrockad och blev hälsominister. Hon hade först erbjudits kyrkoministerposten, men tackade nej. Som hälsominister gjorde hon upp med sitt eget departement och medicindirektören Palle Juul-Jensen som på grund av aidspolitiken hade skapat oro i Sundhedsstyrelsen och fick lämna sitt ämbete 1995. I samband med att han riktade anklagelser mot Herløv Andersen för att ha missbrukat sitt ministerämbete med den förda aidspolitiken gick hon ut som homosexuell.
Som minister lade hon även mycket vikt på förbättringar av psykiatrin. Hon hamnade på kollisionskurs med flera av Folketingets ledamöter i samband med att hon gav uttryckligt stöd till att ensamstående mödrar och lesbiska kvinnor skulle ha rätt till konstgjord befruktning. Hon hade även ett spänt förhållande till Amtsrådsforeningens (en förening för landets amter, som administrerade sjukvården) ordförande Kresten Philipsen och har kritiserat hälsoministeriet för att ha varit alltför beroende av Finansministeriet och Amtsrådsforeningen. Hon förespråkade den nuvarande modellen där hälsofrågorna ingår i Inrikesministeriet, som ansvarar för den politik som berör landets kommuner och regioner (tidigare amten).
1996 lämnade Centrum-Demokraterne regeringen och Yvonne Herløv Andersen lämnade sitt ministerämbete. Hon blev dock återvald till Folketinget 1998 och blev ordförande för hälsoutskottet. Hon lämnade Folketinget tillsammans med alla andra ledamöter för Centrum-Demokraterna efter valet 2001, eftersom partiet inte fick tillräckligt många röster. Hon är pensionär sedan 2002.
År 1995 utsågs Yvonne Herløv Andersen till kommendör av Dannebrogsorden.

## Övriga förtroendeposter
- Vice ordförande i Sind, Vestsjællands Amtskreds (2007-)[6]
- Styrelseledamot av Hjerteforeningen[6]
- Medlem av representantskapet för Kofoeds Skole (2003-)[6]
- Styrelseledamot av Dansk Selskab for Medicinsk Prioritering (1999-)[6]
- Styrelseordförande för Hindholm Seminarium (1998-)[6]
- Styrelseledamot av AIDS-Fondet (1997-), vice ordförande sedan 2001[6]
- Styrelseledamot av Gigtforeningen (1997-)[6]
- Styrelseledamot av Danmarks Radio (1987-1994)[6]
- Medlem av Radiorådet (1984-1987)[6]
- Medlem av Fonden for Midlertidige Ungdomsboliger (1987-1989)[6]
- Medlem av Sygekassernes Helsefond (1979-1987)[6]
- Vice ordförande av Åndssvageforsorgens Personaleforbunds centralstyrelse (1973-1976)[6]
- Ordförande för Vangede Børnehospitals lokalavdelning (1971-1973)[6]